# Fryksta
Fryksta is een plaats in de gemeente Kil in het landschap Värmland en de provincie Värmlands län in Zweden. De plaats heeft 83 inwoners (2005) en een oppervlakte van 17 hectare.